# Birth of a Prince
Birth of a Prince è il terzo album in studio da solista del rapper statunitense RZA, pubblicato nel 2003.

## Tracce
1. Bob 'n I – 2:52
2. The Grunge – 1:56
3. We Pop (feat. Ol' Dirty Bastard & CCF Division) – 4:53
4. Grits (feat. Allah Real & Masta Killa) – 4:17
5. Fast Cars (feat. Ghostface Killah & Erica Bryant) – 3:59
6. Chi Kung (feat. Beretta 9 & Cilvaringz) – 4:20
7. You'll Never Know (feat. Cilvaringz) – 3:23
8. Drink, Smoke + Fuck – 3:23
9. The Whistle (feat. Prodigal Sunn & Masta Killa) – 3:02
10. The Drop Off – 3:27
11. Wherever I Go (feat. Allah Real & CCF Division) – 4:49
12. Koto Chotan (feat. Masta Killa & Tash Mahogany) – 2:50
13. A Day to God is 1,000 Years – 3:57
14. Cherry Range (feat. Xavier Naidoo) – 3:25
15. The Birth – 4:38
16. See the Joy – 3:10